# Le Banquet de cristal
Albums de Red Cardell
Naître
(2006) La Fête au village
(2009)
Le Banquet de cristal est le dixième album du groupe Red Cardell.
Le nom vient des « noces de cristal » qui sont célébrés au bout de quinze ans d'existence.

## Historique

### Contexte
Le groupe Red Cardell est fondé en 1993. La musique du groupe est décrite comme « à la frontière entre plusieurs genres, musique bretonne, musique de l’est, chanson, rock ou encore expérimental ».

### Écriture
Pour célébrer ses quinze ans et son dixième CD, le groupe  propose à des musiciens d’horizons différents de choisir un titre et d’en faire leur version à eux,.

### Enregistrement
L'enregistrement est réalisé entre le 27 août 2007 et le 11 février 2008.

### Parution et accueil
L'album sort en 2008.
L'album est suivi d'une tournée où les invités vont se relayer selon leurs disponibilités, avec en apothéose la prestation au Musikhall à Rennes, pendant le Festival Yaouank, devant les 7 000 danseurs du plus grand fest-noz de Bretagne.
Lors d'un séjour à Paris pour la promotion du disque, le groupe remet son album en main propre à Emir Kusturica, croisé au bar de leur hôtel commun, et à qui la chanson Mescufurus est dédiée.

## Caractéristiques artistiques

### Concept
L'album se veut coloré et hétéroclite.
Le groupe invite différents artistes : Christophe Miossec, Yann Tiersen, Dan Ar Braz, Stéphane Mellino, Thomas Fersen, Gérard Blanchard, Jimme O'Neill, Dr Das, bassiste et fondateur d'Asian Dub Foundation et Oleg Srkipka, leader de Vopli Vidopliassova.
Tous ces artistes revisitent les titres phares du groupe finistérien en compagnie du trio qui s'entoure aussi pour certaines chansons d'une section de cuivres jazzy, d'un bagad celtique ou d'un violoniste et d'un chœur féminin Ukrainiens. En tout près de 50 musiciens participent au « banquet ».

### Analyse musicale
Les musiques sont réalisées dans plusieurs styles.

### Pochette
«  Commandé par Keltia Musique et Red Cardell.
Assaisonné par Red Cardell et ses convives du 27 août 2007 au 11 février 2008.
Mitonné au Studio Le Chausson à Plestin-les-Grèves par Nicolas Rouvière, à la maison par Richard Puaud, au studio de Hurlevent par Alain Auxéméry et au studio Philippeville par Stéphane Mellino. Le bagad Kerné a été enregistré par Valentin Gay à la MPT d'Ergué-Gabéric.
Mixé et épicé au Studio Alhambra par François Gaucher sauf (6) au Studio Philippeville par Stéphane Mellino, (3,5,9) au Studio Le Chausson à Plestin les Grèves par Nicolas Rouvière, (14) mixé par Dr Das et (15) mixé par Oleg Skripka.
Mijoté et mastérisé par Raphaël Jonin.
Dressage et graphisme par Pol Le Meur. »
— Pochette intérieure.
« Comment résumer quinze années, 10 albums, des centaines de milliers de kilomètres, les arrières salles de cafés-concerts où les regards se croisent transis, froids, les devants de scène, les pas si sourds cognant la terre au son du bois qui tremble ? Comment dormir à écouter, à voir sous les voiles balayant les errances débraillées ? Fumée ! La Rock'n Roll Comédie à Trois ? Non à Quinze ! Un Banquet de Cristal. »
— Dos de l'album.

## Fiche technique

### Titres
| No  | Titre              | Invités                                  | Durée      |
| --- | ------------------ | ---------------------------------------- | ---------- |
| 1.  | Mescufurus         | Oleg Skripka et Gourtopravci             | 3 min 48 s |
| 2.  | Le petit bistrot   | Thomas Fersen et Pierre Sangra           | 4 min 56 s |
| 3.  | A Montparnasse     | Christophe Miossec et Yann Tiersen       | 2 min 48 s |
| 4.  | An dro             | Dan Ar Braz                              | 4 min 26 s |
| 5.  | La scène           | Philippine                               | 3 min 17 s |
| 6.  | Fantômes           | Stéfane Mellino (Les Négresses Vertes)   | 3 min 26 s |
| 7.  | Revolution N°2     | Jimme O'Neill (The Silencers)            | 3 min 56 s |
| 8.  | L Nim              | Farid Aït Siameur (Tayfa)                | 4 min 21 s |
| 9.  | Parliament N°2     | Al K Traxx et Ian Proërer                | 3 min 33 s |
| 10. | Si mille choses    | Ronan Le Bars et Bagad Kerne             | 5 min 05 s |
| 11. | Là où je vais      | Gérard Blanchard                         | 3 min 32 s |
| 12. | Fich-Fich Logodenn | Louise Ebrel et Les Frères Guichen       | 2 min 50 s |
| 13. | Retenir l'ensemble | Goulven le Gall et Pierre Sangra         | 2 min 45 s |
| 14. | Comme couché       | Dr. Das (ex Asian Dub Foundation)        | 5 min 27 s |
| 15. | Mescufurus         | remix Oleg Skripka (Vopli Vidopliassova) | 4 min 04 s |

### Musiciens

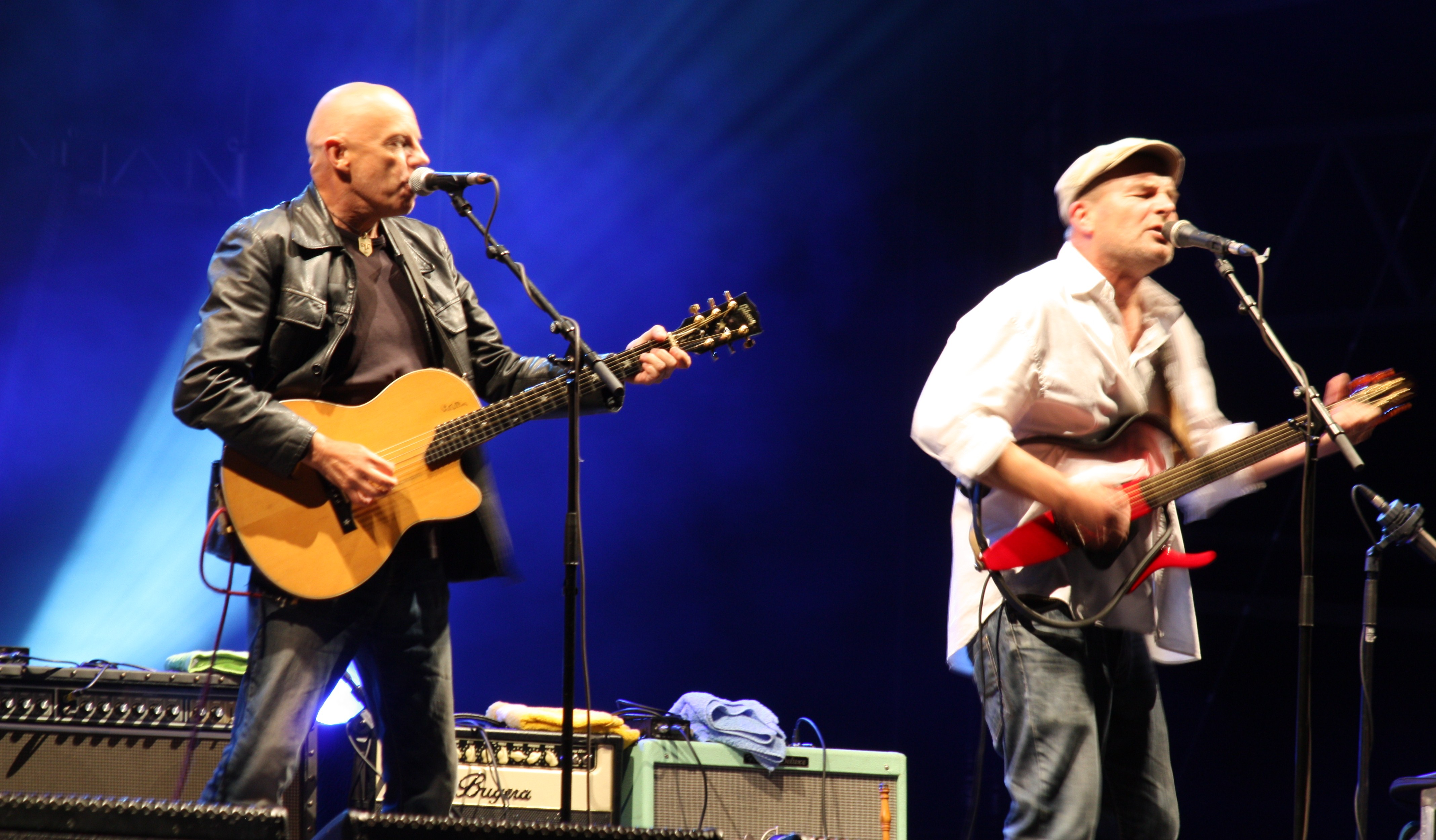
Jimme O'Neill et Jean-Pierre Riou. Invité du Banquet de Cristal, le chanteur des Silencers s'approprie le titre Revolution en interprétant un nouveau texte signé de sa main : Revolution No2

Parmi les artistes qui participent au projet, il y a  : Dan Ar Braz, Thomas Fersen & Pierre Sañgra, Christophe Miossec & Yann Tiersen, Jimme O'Neill leader de The Silencers, Iza et Stéfane Mellino des Négresses Vertes, Gérard Blanchard, Farid Aït Siameur de Tayfa, Dr Das fondateur d'Asian Dub Foundation, Oleg Skripka de Vopli Vidopliassova & Gourtopravci, Al K Traxx, Ronan Le Bars & le Bagad Kerne, les frères Guichen & Louise Ebrel, Ian Proërer, les cuivres de Michel Delage, le bassiste Richard Puaud, Philippine et Léo Riou.

### Classements et certifications
- 2008 : 1er du classement francophone du mois de juin[12] des dix-sept radios associatives du Réseau Quota.
- 2009 - Grand prix du disque Produit en Bretagne - ttt Télérama - coup de chœur Chorus.

## Crédits

### Musiciens
- Manu Masko : batterie, programmations, percussions, orgues, clavinet, claviers
- Jean-Michel Moal : accordéon numérique et acoustique, synthétiseurs
- Jean-Pierre Riou : chant, guitare électrique et acoustique, mandoline, ukulélé, bombarde

Les membres de Red Cardell
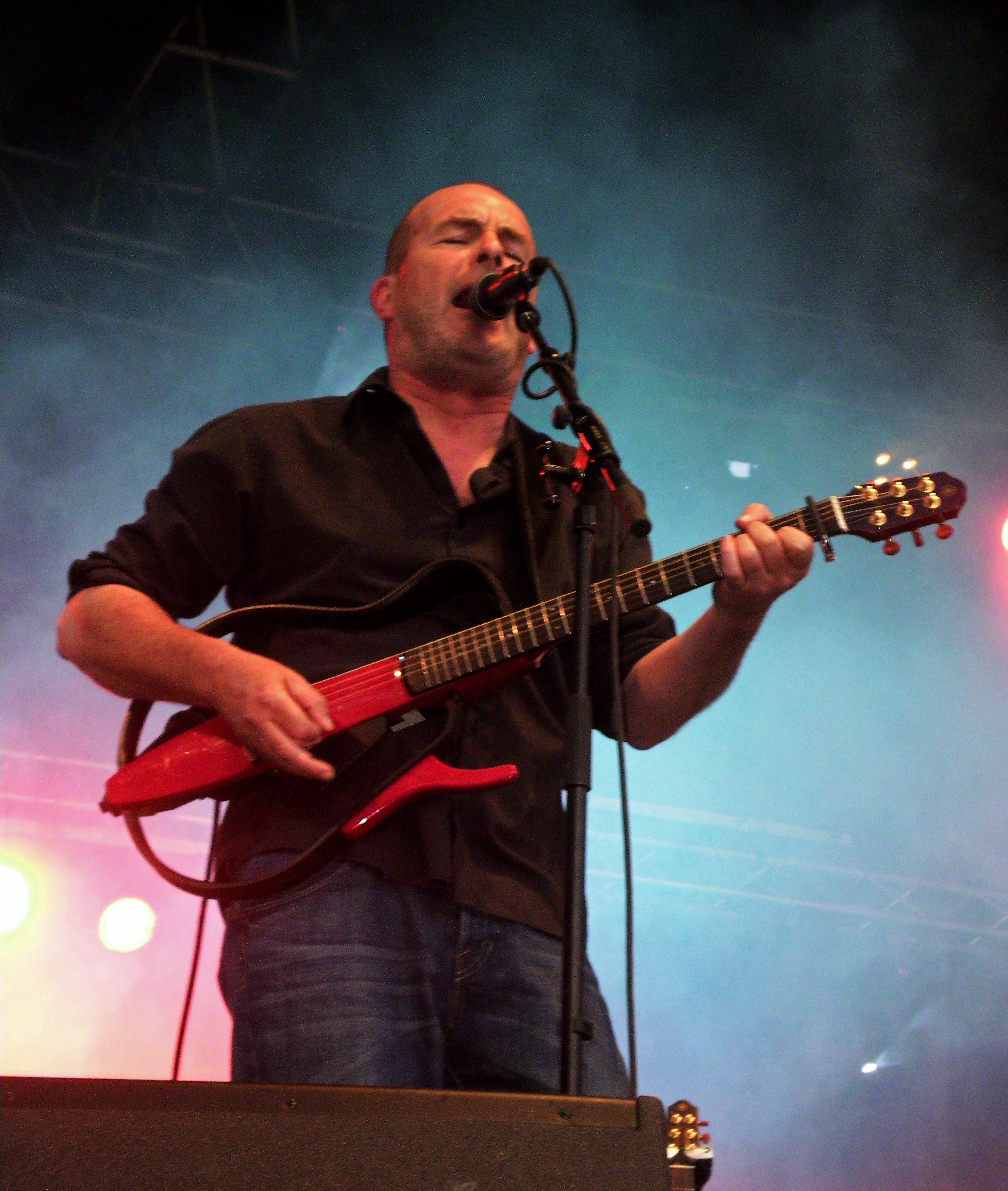
Jean-Pierre Riou
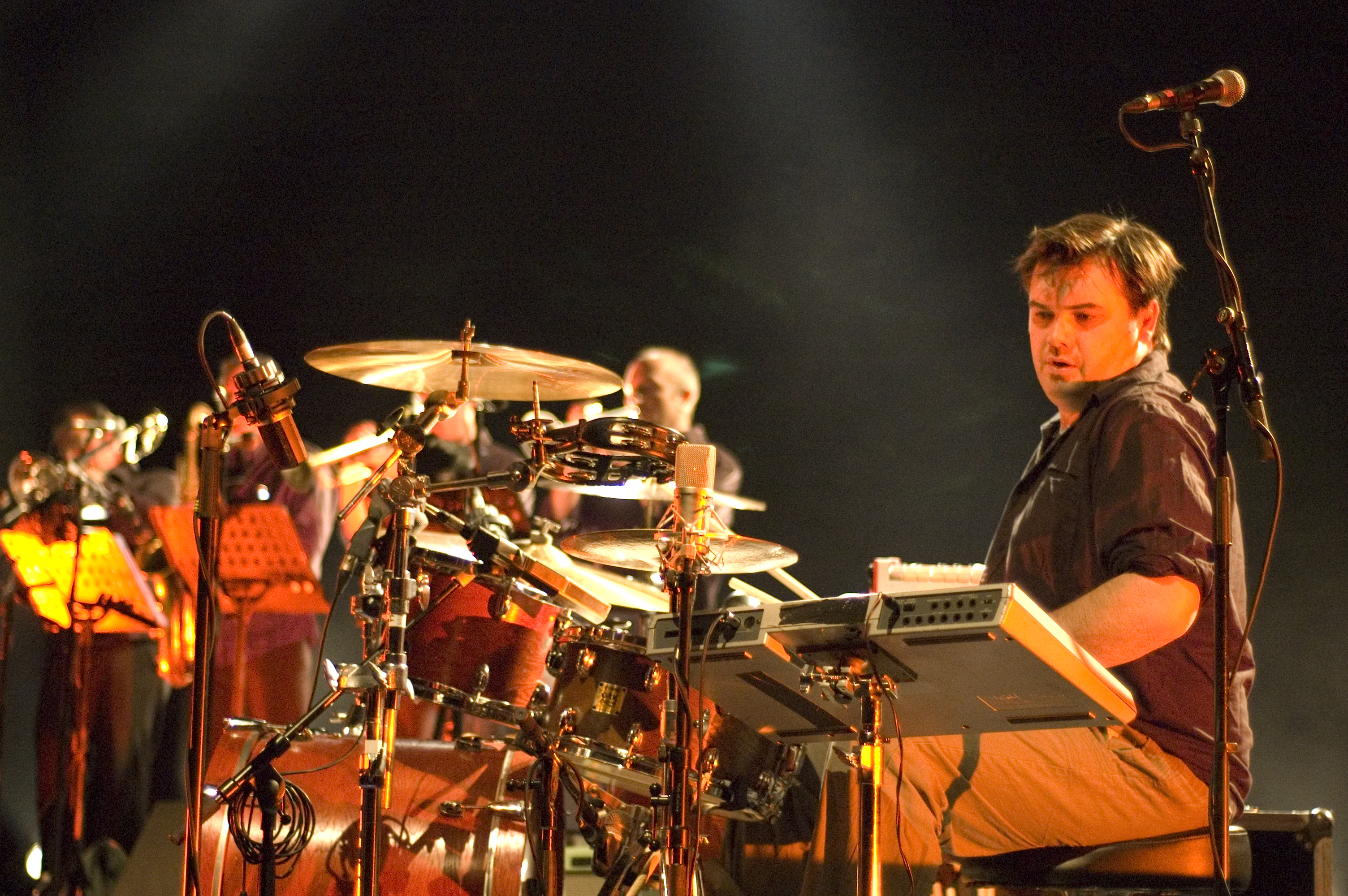
Manu Masko
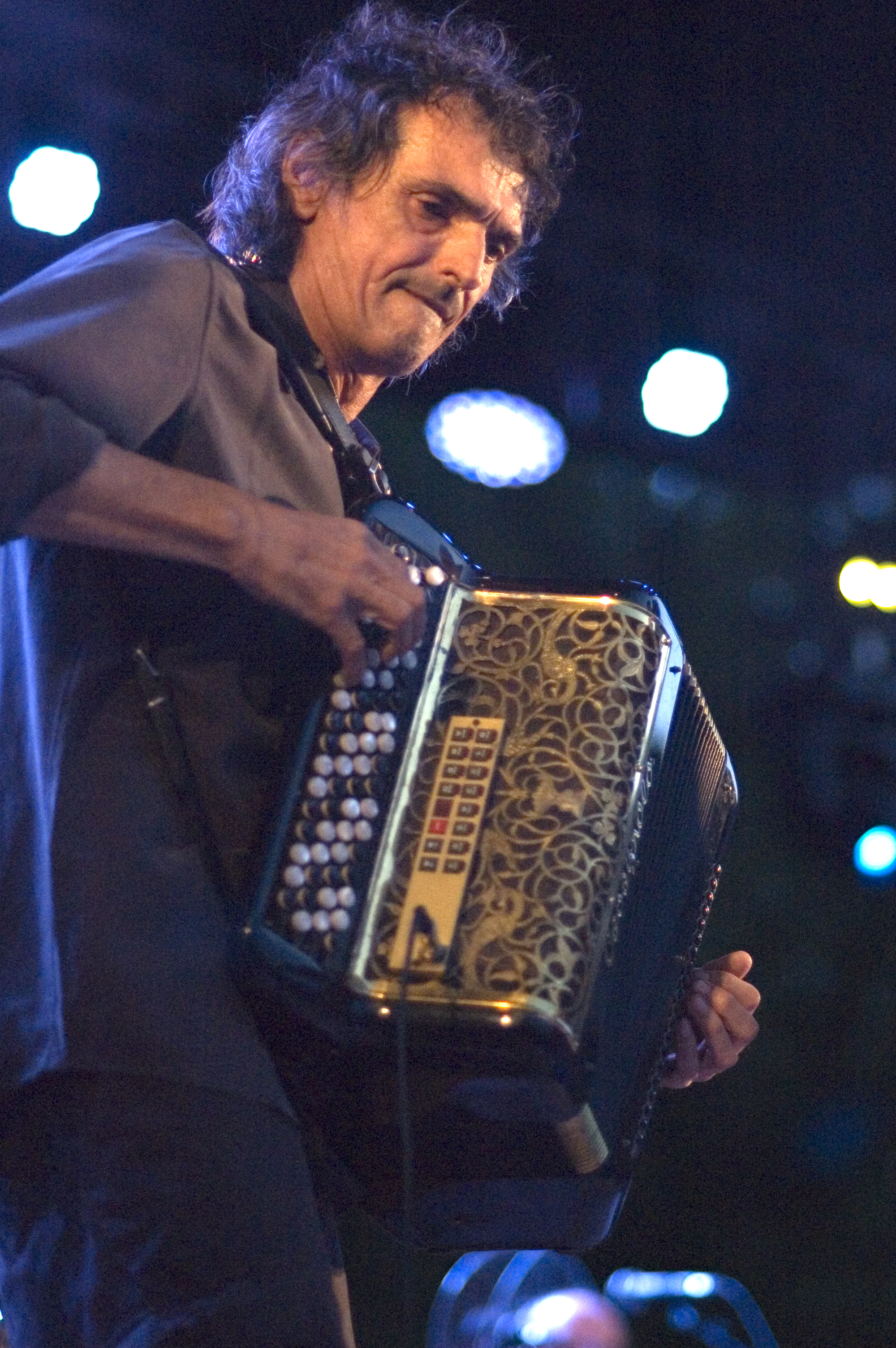
Jean-Michel Moal

### Invités
- Laurent Agnès : trompette
- Al K Traxx : chant, scratch
- Marc Antony : trombone
- Dan Ar Braz : guitare électrique
- Erwan Ropars : cornemuse
- Bagad Kerne : bombardes, cornemuses, caisses claires...
- Gérard Blanchard : chant, accordéon chromatique
- Dr Das : basse, samples
- Michel Delage : trompette
- Louise Ebrel : chant
- Pascal Faidy : saxophone
- Thomas Fersen : chant, ukulélé
- Gourtopravci : chants polyphoniques
- Frédéric Guichen : accordéon diatonique
- Jean-Charles Guichen : guitare acoustique
- Ronan le Bars : uilleann pipe
- Stéphane Mellino : chant, guitare acoustique
- Christophe Miossec : chant
- Sergïi Okhrimtchuk : violon
- Jimme O'Neill : chant, guitare acoustique
- Philippine : chant
- Ian Proërer : batterie
- Richard Puaud : Basse
- Léopold Riou : Guitare acoustique
- Pierre Sangra : ukulélé, violoncelle
- Oleg Skripka : chant
- Yann Tiersen : violon

Les invités du banquet
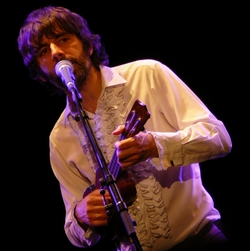
Thomas Fersen
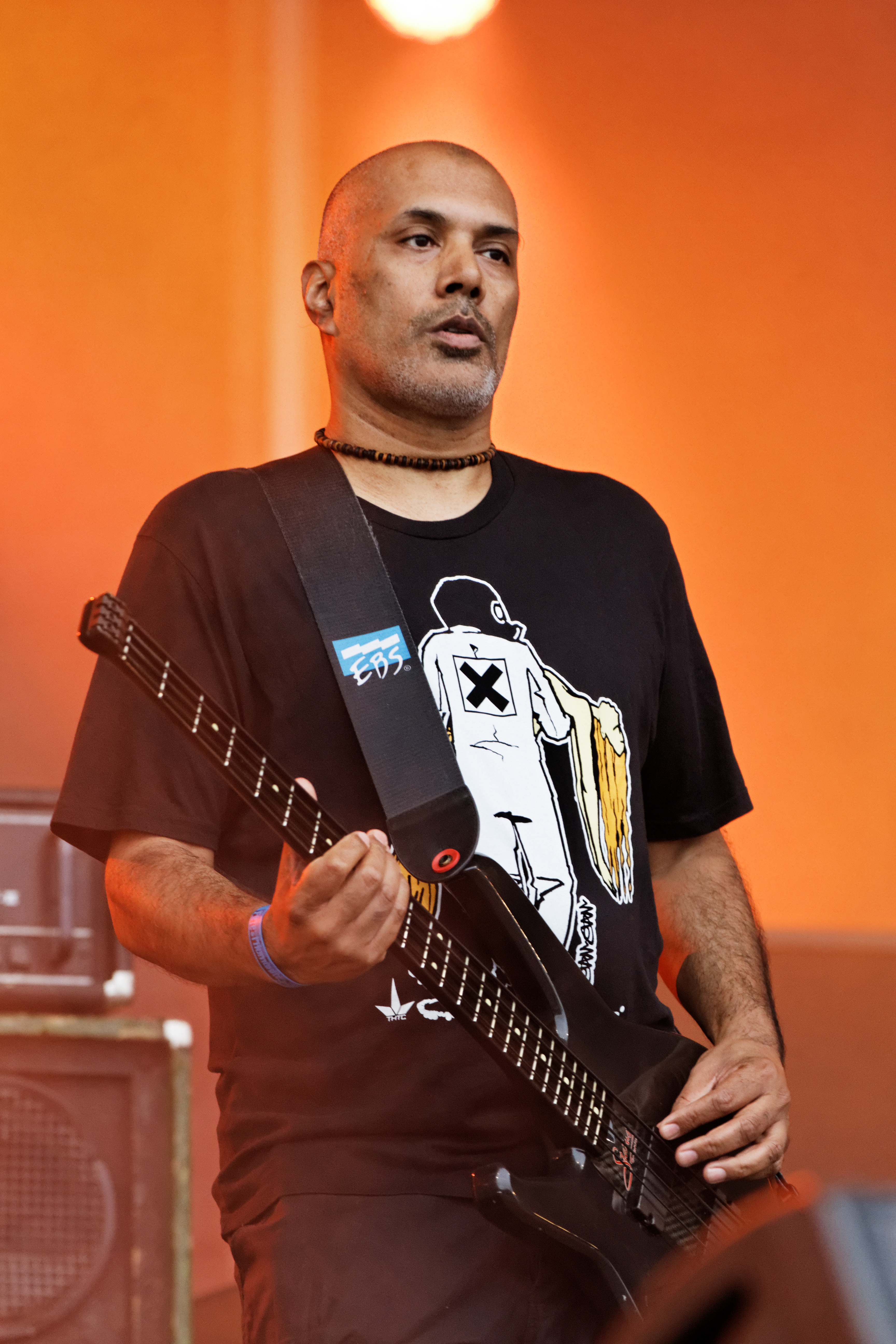
Dr Das
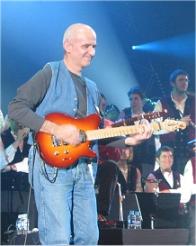
Dan Ar Braz
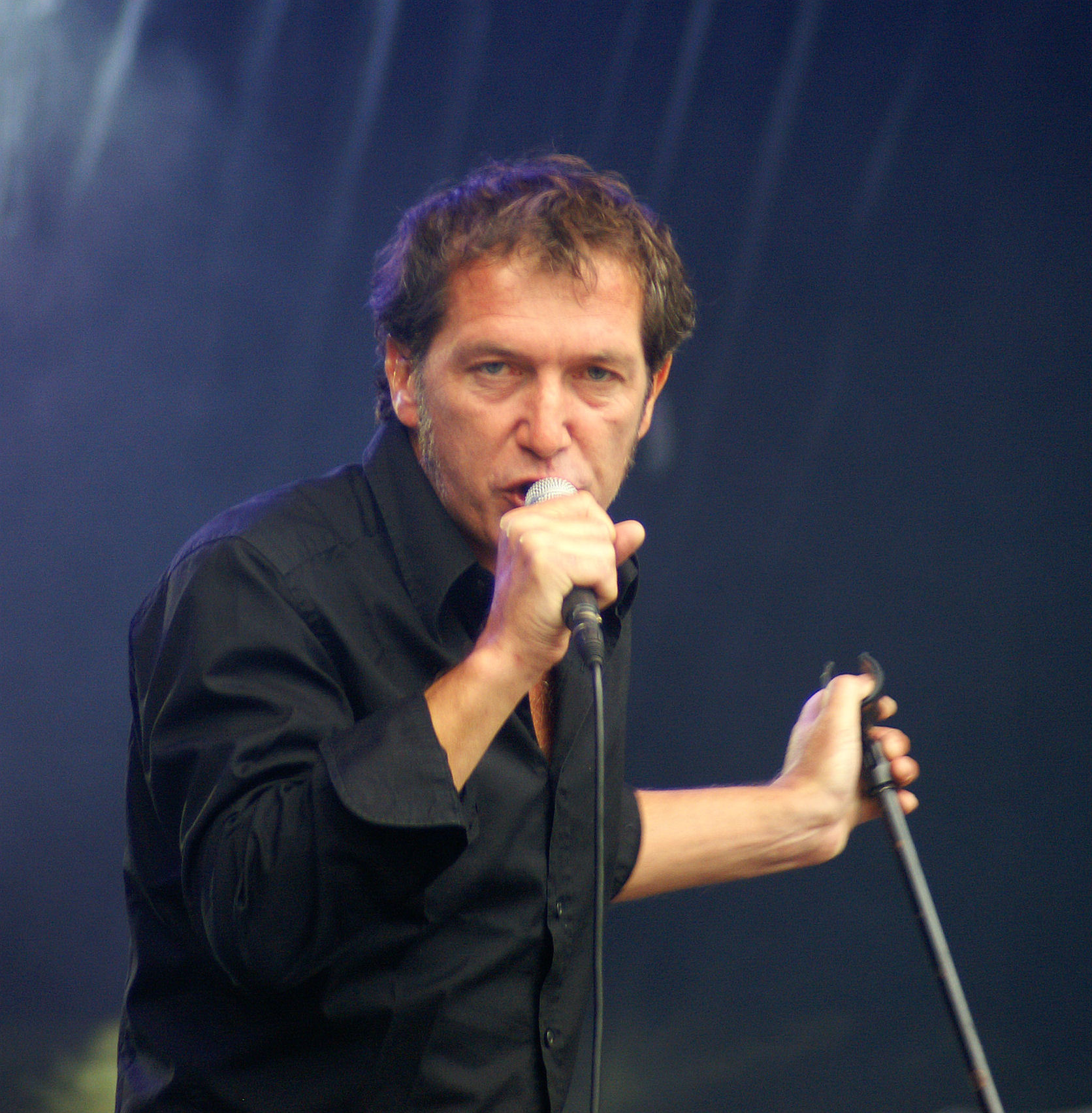
Miossec
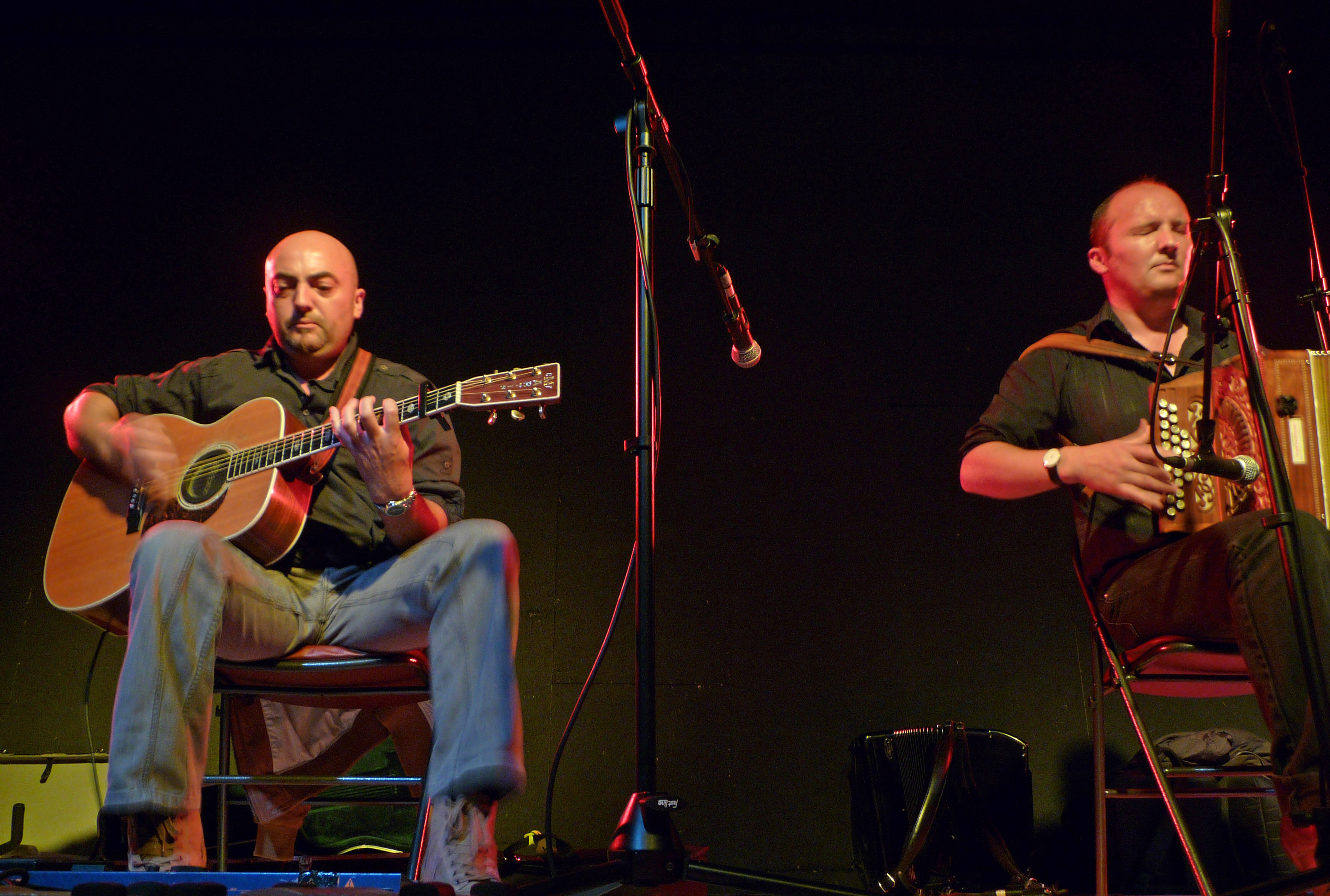
Frères Guichen
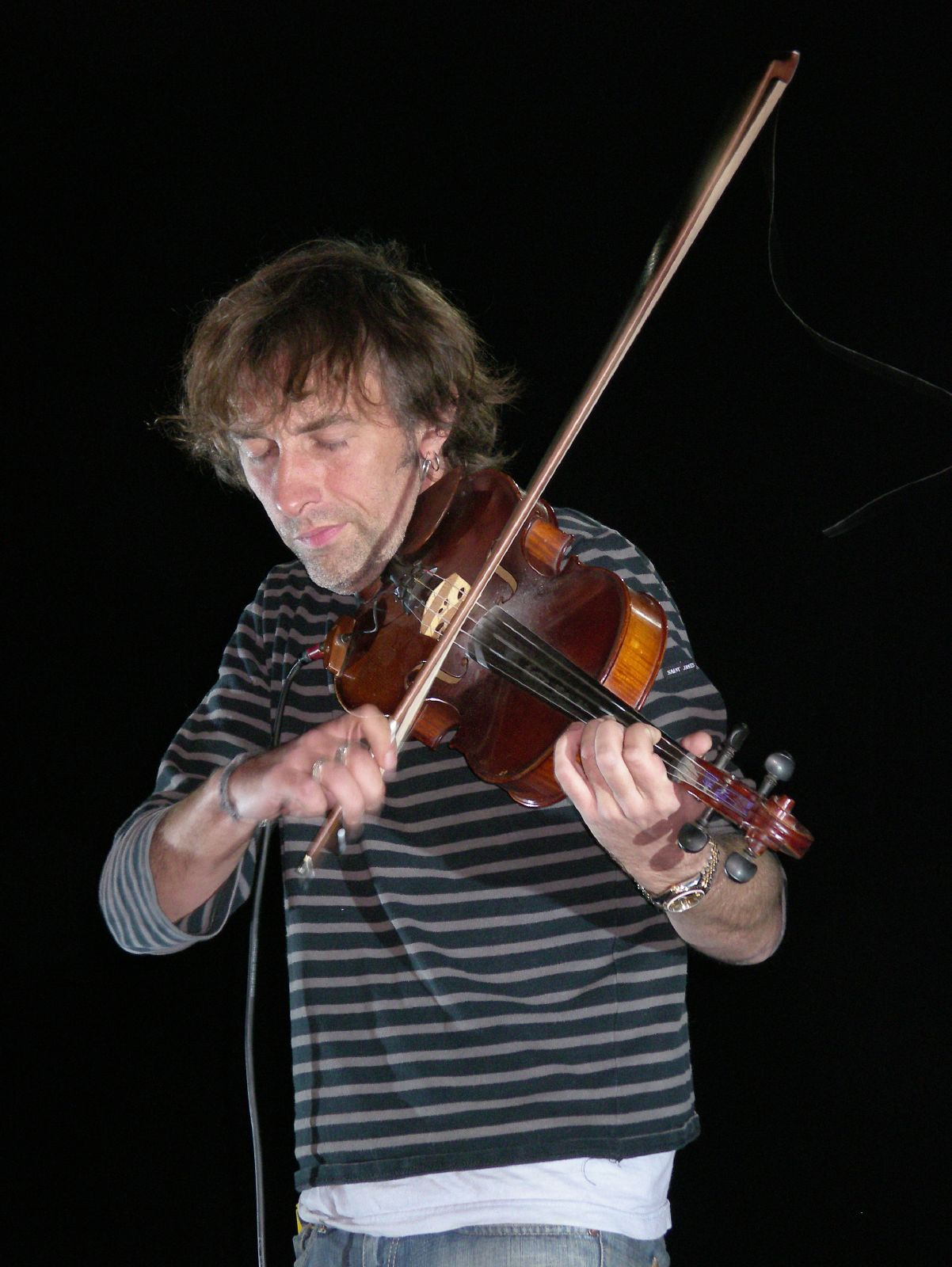
Yann Tiersen